# 哈桑·雅茲丹尼
哈桑·雅茲丹尼·查拉提（波斯語：‎，1994年12月26日—），是一名伊朗男子自由式摔跤运动员。他的表亲禮薩·雅茲丹尼同样从事摔跤运动，他也在2005年开始练习摔跤。雅茲丹尼曾代表伊朗在2016年里约奥运获得男子74公斤级金牌并在2020年东京奥运会得到男子86公斤级银牌。